# Плеяда (Франція)
Плеяда (фр. La Pléiade) — назва гуртка поетів паризької літературної групи, створена 1547 р. під назвою «Бригада».
Спочатку Плеяда складалася з чотирьох членів: Ронсара, де Баїфа, дю Белле — учнів філолога-еллініста Жана Дора. Згодом, на початку 50-х років, розширився склад «Бригади» до семи чоловік — і відповідно змінилась назва — «Плеяда».
1549 року дю Белле опублікував трактат «Захист і звеличення французької мови», в якому сформулював
теоретичні засади групи. Цей трактат вважається програмним маніфестом «Плеяди».